# Saint-Rémy-des-Monts
Saint-Rémy-des-Monts település Franciaországban, Sarthe megyében. Lakosainak száma 705 fő (2022. január 1.). Saint-Rémy-des-Monts Origny-le-Roux, Commerveil, Mamers, Pizieux, Saint-Longis, Saint-Pierre-des-Ormes és Saint-Vincent-des-Prés községekkel határos.

## Népesség
A település népessége az elmúlt években az alábbi módon változott:
| Lakosok száma | 678  | 685  | 709  | 686  | 683  | 686  | 692  | 699  | 705  |
|               | 2013 | 2015 | 2016 | 2017 | 2018 | 2019 | 2020 | 2021 | 2022 |